# Thalassodromidae
I Thalassodromidae (il cui nome significa "corridori del mare", in riferimento all'errato preconcetto sul suo presunto stile di vita simile ai becco a cesoia, mentre oggi si crede che, almeno un genere, fossero predatori terrestri) sono una famiglia estinta di pterosauri azhdarchoidi vissuti nel Cretaceo inferiore, circa 112-148 milioni di anni fa (Aptiano-Albiano), in quello che oggi è il Brasile.

## Classificazione
Attualmente la famiglia dei thalassodromidi includono solo due generi, Thalassodromeus e Tupuxuara, e sono stati usati per definire questa famiglia come "Thalassodromeus e Tupuxuara e qualsiasi altro discendente del loro antenato comune più recente". La classificazione dei thalassodromidi è controversa. Alcuni studi, tra cui uno di Lü e colleghi (2008), vedono i thalassodromidi più strettamente legati agli azhdarchidi che ai tapejaridi, e li hanno collocati nella loro stessa famiglia (che a volte è stata indicata come Tupuxuaridae, sebbene Thalassodrominae fosse stato nominato per primo). In alternativa, sono stati considerati come una sottofamiglia (Thalassodrominae) all'interno di Tapejaridae.
Di seguito sono riportati tre cladogrammi alternativi derivanti da studi sulle relazioni azhdarcoidi. Il primo, presentato da Felipe Pinheiro e colleghi (2011), posiziona i thalassodromidi come sottogruppo all'interno dei Tapejaridae. Il secondo, presentato da Lu e colleghi (2008), li colloca più vicini agli Azhdarchidae. Il terzo, presentato da Andres, Clark & Xu (2014), vede i thalassodromidi più vicini agli azhdarchidi e come gruppo gemello degli dsungaripteridi.
|  | Thalassodrominae                                                  |
|  |                                                                   |
|  | \| \| Chaoyangopterinae \| \| \| \| \| \| Tapejarinae \| \| \| \| |
|  |                                                                   |
|  | Chaoyangopterinae                                                 |
|  |                                                                   |
|  | Tapejarinae                                                       |
|  |                                                                   |

|  | Chaoyangopterinae |
|  |                   |
|  | Tapejarinae       |
|  |                   |

|  | Thalassodrominae                                                  |
|  |                                                                   |
|  | \| \| Chaoyangopterinae \| \| \| \| \| \| Tapejarinae \| \| \| \| |
|  |                                                                   |
|  | Chaoyangopterinae                                                 |
|  |                                                                   |
|  | Tapejarinae                                                       |
|  |                                                                   |

|  | Chaoyangopterinae |
|  |                   |
|  | Tapejarinae       |
|  |                   |

|  | Thalassodromidae                                                   |
|  |                                                                    |
|  | \| \| Chaoyangopteridae \| \| \| \| \| \| Azhdarchidae \| \| \| \| |
|  |                                                                    |
|  | Chaoyangopteridae                                                  |
|  |                                                                    |
|  | Azhdarchidae                                                       |
|  |                                                                    |

|  | Chaoyangopteridae |
|  |                   |
|  | Azhdarchidae      |
|  |                   |

|  | Thalassodromidae                                                   |
|  |                                                                    |
|  | \| \| Chaoyangopteridae \| \| \| \| \| \| Azhdarchidae \| \| \| \| |
|  |                                                                    |
|  | Chaoyangopteridae                                                  |
|  |                                                                    |
|  | Azhdarchidae                                                       |
|  |                                                                    |

|  | Chaoyangopteridae |
|  |                   |
|  | Azhdarchidae      |
|  |                   |

|  | Thalassodromidae |
|  |                  |
|  | Dsungaripteridae |
|  |                  |

|  | Chaoyangopteridae |
|  |                   |
|  | Azhdarchidae      |
|  |                   |

|  | Thalassodromidae |
|  |                  |
|  | Dsungaripteridae |
|  |                  |

|  | Chaoyangopteridae |
|  |                   |
|  | Azhdarchidae      |
|  |                   |

|  | Thalassodromidae |
|  |                  |
|  | Dsungaripteridae |
|  |                  |

|  | Chaoyangopteridae |
|  |                   |
|  | Azhdarchidae      |
|  |                   |

|  | Thalassodromidae |
|  |                  |
|  | Dsungaripteridae |
|  |                  |

|  | Chaoyangopteridae |
|  |                   |
|  | Azhdarchidae      |
|  |                   |

Più recentemente, i generi Alanqa e Aerotitan dal Cretaceo superiore, tipicamente considerati azhdarchidi, sono stati rivalutati come thalassodromidi, sebbene i loro resti siano abbastanza frammentari da rendere questo giudizio solo provvisorio. Uno studio del 2021 ha ulteriormente presentato differenze tra questi due generi e gli azhdarchidi, con Aerotitan che è stato recuperato come un vero azhdarchide mentre Alanqa è stato recuperato come un azhdarcoide basale imparentato con Keresdrakon.